# Murlough (národní přírodní rezervace)
Národní přírodní rezervace Murlough (anglicky Murlough National Nature Reserve) je chráněné území na pobřeží Irského moře v jihovýchodní části hrabství Down v Severním Irsku.

## Původ názvu
Místní poangličtělý název Murlough je odvozen od irského výrazu Murlach, tj. mořská zátoka. Toto irské slovo pochází ze staroirského Muirbolc, což v doslovném překladu znamená mořský pytel, tedy opět výraz pro mořskou zátoku. (Pozn.: nezaměňovat Murlough National Nature Reserve v hrabství Down se zátokou Murlough (Murlough Bay) na pobřeží Causeway v severoirském hrabství Antrim).

## Charakteristika území
Jedná se území pobřežních písečných dun, které bylo vyhlášeno jako první přírodní rezervace tohoto druhu na území Irska. Rezervace o rozloze 697 akrů (v přepočtu cca 282 ha) byla vyhlášena v roce 1967 a je zahrnuta do chráněného území Mourne & Slieve Croob AONB (Area of Outstanding Nature Beauty - tzv. Území mimořádné přírodní krásy). Hranice Mourne & Slieve Croob AONB zde v moři sousedí s hranici dalšího chráněného území - Strangford & Lecale AONB. Rezervace se nachází na poloostrově mezi Irským mořem a Dundrumskou (Murlougskou) zátokou, do níž ústí řeky Ballybannan a Moneycarragh. Nejbližším sídlem je vesnice Dundrum na severním břehu zátoky, nejbližším městem pak přímořské lázně Newcastle, ležící asi 2 km směrem na jih.

## Historie
Stáří písečných dun na tomto úseku pobřeží se odhaduje na 6000 let. K jejich zvýšení došlo zejména v období 12. a 13. století, které se vyznačovalo častějšími periodami bouřlivého a větrného počasí. Od 12. století byli na poloostrově vysazeni králíci, jejichž maso a kožešiny měly hospodářský význam pro Normany, kteří tento kraj postupně osídlili. V letech 1948, 1950-1951 a 1958 byl v oblasti Murlough prováděn systematický archeologický průzkum. Jeho výsledky ukázaly, že historie osídlení území Murlough zahrnuje dobu v délce cca 4000 let - od neolitu, přes dobu bronzovou až po raně křesťanské období. V 19. století byly na poloostrově vybudovány některé stavby a usedlosti. Během druhé světové války zde byla vojenská základna.

## Předmět ochrany
Na území přírodní rezervace se vyskytuje značný počet rostlinných a živočišných druhů, včetně druhů velmi vzácných.

### Fauna
K místním savcům, vyskytujícím se v okolních vodách, patří tuleň obecný a tuleň kuželozubý. Nejmenším savcem, žijícím v dunách (a zároveň i nejmenším savcem na území Spojeného království), je rejsek malý. V zátoce žijí různí ptáci, jako například berneška, jespák nebo volavka stříbřitá. Z menších ptáků se v rezervaci vyskytuje linduška luční, skřivan, kukačka, bramborníček černohlavý, stehlík a strnad rákosní. Na chráněném území bylo registrováno nejméně 23 různých druhů motýlů, mezi nimi například hnědásek chrastavcový, řazený mezi evropsky významné druhy. Nejvíce jsou na území rezervace zastoupeni noční motýli - více než 660 velkých i malých druhů, včetně druhů migrujících.

### Flora
Mezi vzácné druhy orchidejí patří rudohlávek jehlancovitý (Anacamptis pyramidalis). Jednou z typických místních rostlin je pupava obecná. V dunách jsou rozšířeny i nepůvodní druhy, jako jsou kapradiny nebo porosty hlodáše.

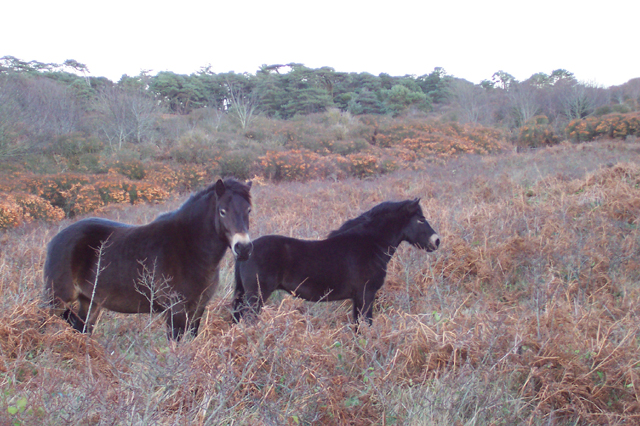
Součástí managementu rezervace je organizovaná pastva
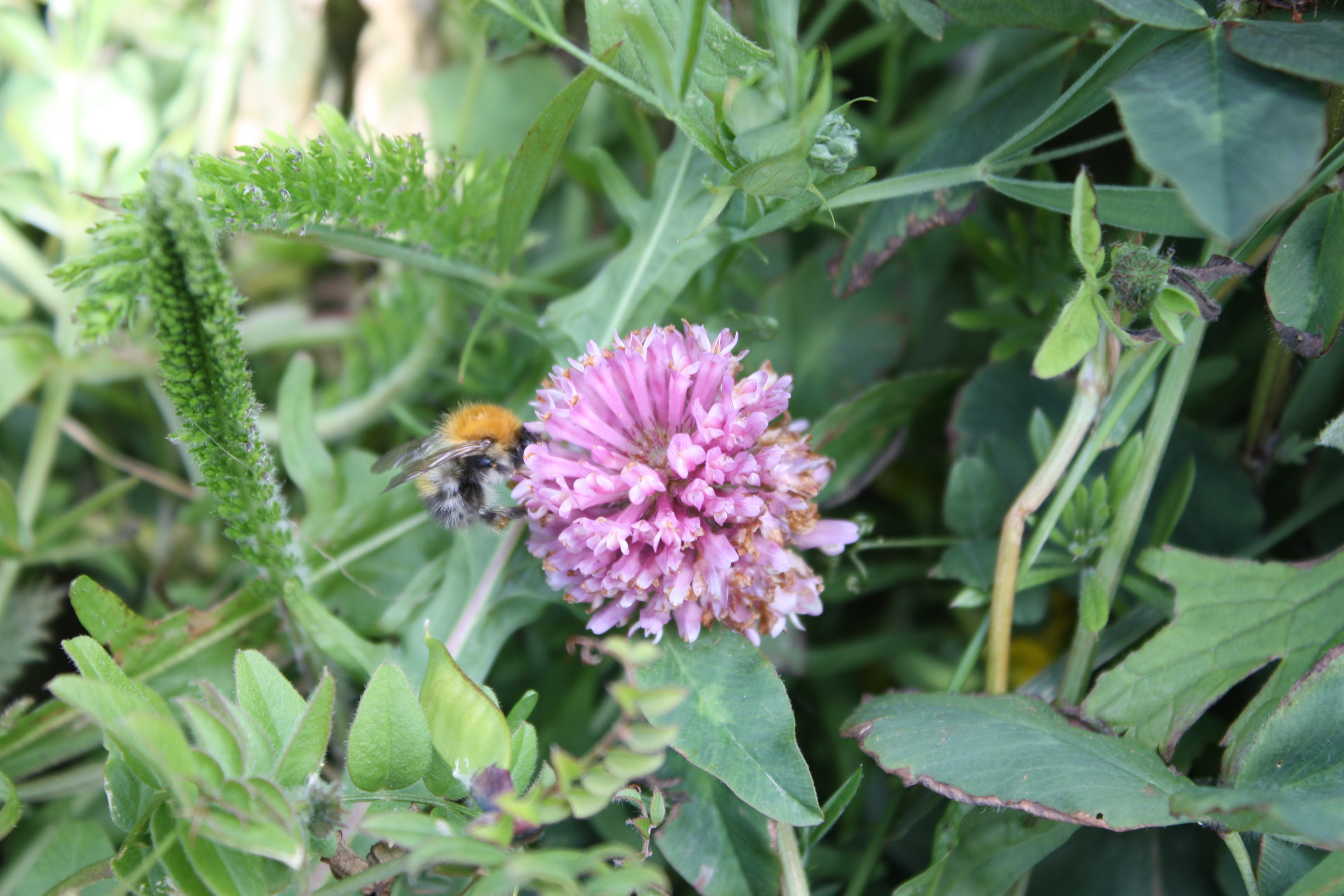
Květ rudohlávku jehlancovitého
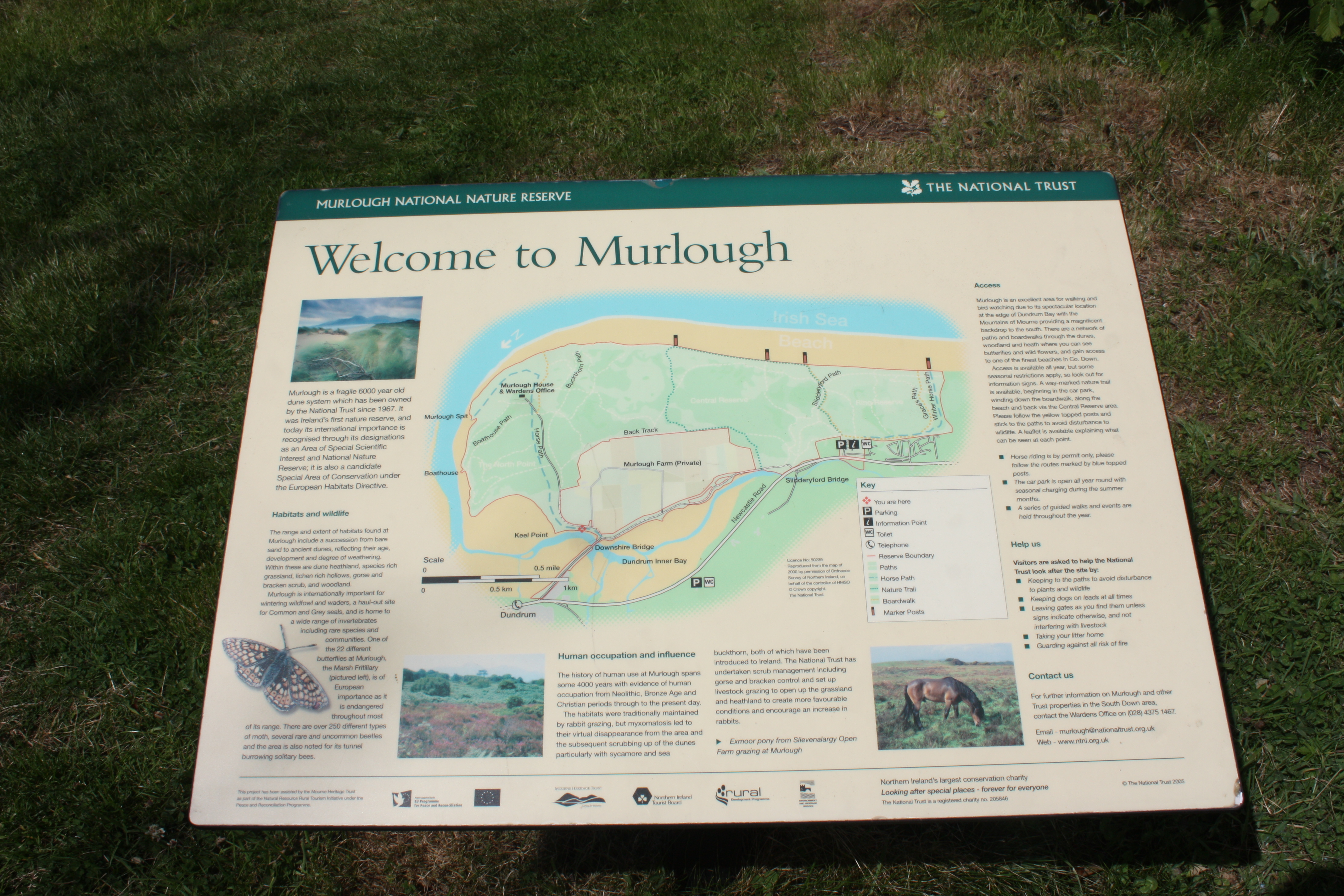
Informační tabule s plánkem rezervace
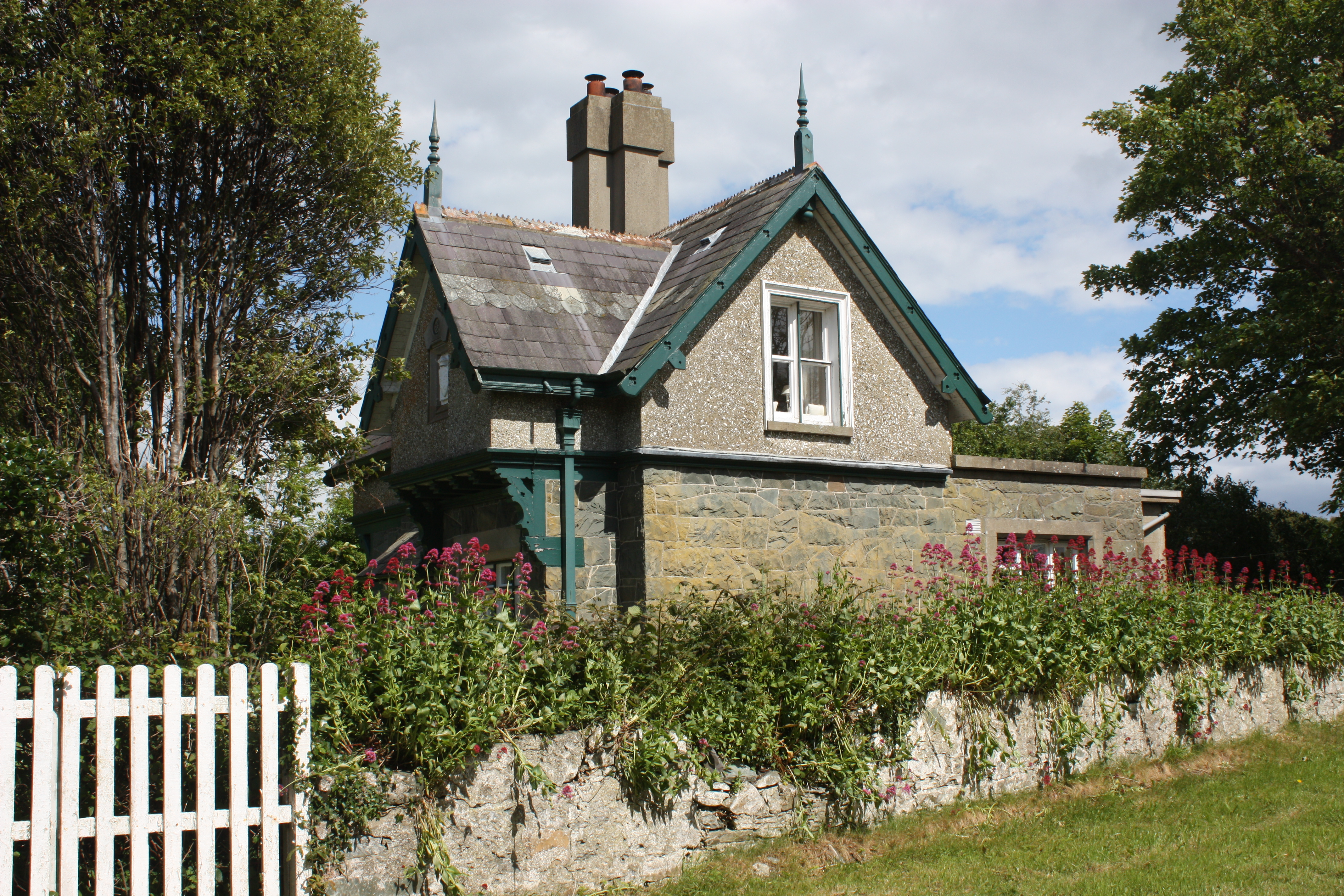
Sídlo pracovníků National Trust, pečujících o chráněné území